# Zachariasz Artsztajn
Zachariasz Artsztajn (ur. 27 marca 1923 w Pruszkowie, zm. 1943) – polski działacz konspiracji żydowskiej w trakcie II wojny światowej, dowódca grupy bojowej w trakcie powstania w getcie warszawskim.

## Życiorys
Był synem robotnika Icka Wulfa Artsztejna i Zysli Rozencwajg. Przed wojną związany był z organizacją Jidisze Socjalistisze Arbeter Jungt „Frajhajt”.
W trakcie okupacji niemieckiej przebywał najpierw w getcie pruszkowskim, a następnie w getcie warszawskim. Należał do bardziej znanych przywódców młodzieżowych w getcie, gdzie związany był z organizacją Dror. W czasie pierwszych walk z Niemcami w styczniu 1943 roku był komendantem grupy bojowej Droru. W lutym 1943 roku wziął udział w likwidacji współpracownika gestapo Alfreda Nossiga.
Podczas powstania w getcie warszawskim dowodził oddziałem Droru. Jego grupa jako pierwsza 19 kwietnia 1943 roku ostrzelała wkraczających od getta Niemców przy ul. Nalewki i Gęsiej. Bojowcy Zachariasza Artsztejna prawdopodobnie nie opuścili getta i walczyli, aż do czerwca 1943 roku. 